# Partij voor Recht en Ontwikkeling
De Partij voor Recht en Ontwikkeling (PRO) is een politieke partij in Suriname. De partij werd in 2018 opgericht.

## Geschiedenis
De kiem voor de partij ligt in 2017 toen de activisten Curtis Hofwijks, Bryan Boerleider en Jennifer Wong Swie San van Wij zijn Moe(dig) bij Gerold Sewcharan kwamen met juridische vragen. Kort hiervoor was Sewcharans telefoon al meerdere malen overgegaan, omdat Hofwijks en enkele andere protestleiders korte tijd waren vastgehouden na een vreedzaam protest, waar een zwaar bewapende, in sommige gevallen gemaskerde Mobiele Eenheid op af was gestuurd.
Hieruit ontstond een samenwerking en uiteindelijk werd PRO op 10 januari 2018 opgericht en op 25 mei geproclameerd in Hotel Torarica.

## Bestuur
Sewcharan, Wong Swie San en Stephano Biervliet namen in het eerste bestuur de posities in van voorzitter, secretaris en penningmeester. Biervliet, Hofwijks en Joan Nibte waren de politieke leiders van de partij. Er is voor drie politieke leiders naast een partijvoorzitter gekozen om de verantwoordelijkheden te spreiden waardoor er een hoger democratisch gehalte bereikt zou moeten worden. Andere bestuursleden zijn Bryan Boerleider, Kai Du, Antoon Karg en Benito Pick. Op 1 augustus 2018 werd het partijkantoor geopend naast Ons Erf in Paramaribo.

## Verkiezingen van 2020
PRO werd twee jaar voor de verkiezingen van 2020 opgericht. De partij had de ambitie om regeringsverantwoordelijkheid te gaan dragen.
In maart 2019 werd de ontwikkelingsvisie voor de eerste 25 jaar van Suriname gepresenteerd. Een van de plannen om Suriname uit de economische crisis te helpen was het drastisch terugbrengen van het aantal ambtenaren.
Enkele maanden voor de verkiezingen maakte PRO bekend dat ze samen gaat werken met de Amazone Partij Suriname en de kandidatenlijst open te zetten voor kandidaten van die partij. PRO zag raakvlakken bij de APS op het gebied milieu en behoud van flora en fauna. De APS zag een "solide fundament" bij PRO met voordelen op het gebied van erkenning en duurzame ontwikkeling van de rechten van inheemsen.
De partij behaalde geen zetels tijdens de verkiezingen.

## Verkiezingen van 2025
In 2025 werkt PRO samen met A20 (Alternatief 2020) en DOE (Democratie en Ontwikkeling in Eenheid). De kandidaten van deze drie partijen staan samen op de lijst van A20.